# 蘇格蘭英鎊紙幣
蘇格蘭英鎊紙幣（Banknotes of Scotland）是指在蘇格蘭流通的英鎊紙幣。目前有三家銀行有權在蘇格蘭發行英鎊紙幣，包括蘇格蘭銀行、皇家蘇格蘭銀行、克萊茲戴爾銀行。蘇格蘭英鎊紙幣十分特殊，由零售銀行而非中央銀行發行。严格来说，蘇格蘭英鎊紙幣在英國各地（包括蘇格蘭在內）都不得法償，因此被分類為本票。

## 外部連結
- The Committee of Scottish Bankers （页面存档备份，存于）